# Hussein Yousef Maziq
Hussein Yousef Maziq, född 26 juni 1918, död 12 maj 2006, var Libyens premiärminister mellan 18 mars 1965 och 2 juli 1967, det vill säga under tiden då landet var en monarki. Maziq var även utrikesminister 1964-1965 och guvernör i provinsen Cyrenaica 1952-1961. Under monarkin var han en av de mest betydelsefulla politikerna i landet.
Efter militärkuppen 1969 (ledd av Muammar al-Gaddafi) ställdes han inför den revolutionära domstol som Gaddafi-regimen upprättat efter sitt maktövertagande. Han dömdes till fängelse men frigavs 1974.